# Plancher-les-Mines
Plancher-les-Mines település Franciaországban, Haute-Saône megyében. Lakosainak száma 897 fő (2022. január 1.). Plancher-les-Mines Le Thillot, Saint-Maurice-sur-Moselle, Belfahy, Fresse, Haut-du-Them-Château-Lambert, Plancher-Bas, Auxelles-Haut, Lepuix és Servance-Miellin községekkel határos.

## Népesség
A település népességének változása:
| Lakosok száma | 1013 | 1006 | 1012 | 975  | 960  | 960  | 955  | 956  | 897  |
|               | 2013 | 2015 | 2016 | 2017 | 2018 | 2019 | 2020 | 2021 | 2022 |